# Saxis (Virginia)
Saxis es un pueblo situado en el condado de Accomack, Virginia  (Estados Unidos). Según el censo de 2010 tenía una población de 241 habitantes.

## Demografía
Según el censo del 2000, Saxis tenía 337 habitantes, 148 viviendas, y 100 familias. La densidad de población era de 394,3 habitantes por km².
De las 148 viviendas en un 19,6% vivían niños de menos de 18 años, en un 50,7% vivían parejas casadas, en un 11,5% mujeres solteras, y en un 31,8% no eran unidades familiares. En el 26,4% de las viviendas vivían personas solas el 16,9% de las cuales correspondía a personas de 65 años o más que vivían solas. El número medio de personas viviendo en cada vivienda era de 2,28 y el número medio de personas que vivían en cada familia era de 2,71.
Por edades la población se repartía de la siguiente manera: un 16,6% tenía menos de 18 años, un 5,3% entre 18 y 24, un 24,6% entre 25 y 44, un 27,3% de 45 a 60 y un 26,1% 65 años o más.
La edad media era de 47 años. Por cada 100 mujeres de 18 o más años había 96,5 hombres.
La renta media por vivienda era de 18.125$ y la renta media por familia de 23.333$. Los hombres tenían una renta media de 26.750$ mientras que las mujeres 19.250$. La renta per cápita de la población era de 13.404$. En torno al 17,9% de las familias y el 19,9% de la población estaban por debajo del umbral de pobreza.

## Localidades adyacentes
El siguiente diagrama muestra a las localidades más próximas a Saxis.